# Gramática de estrutura frasal
O termo Gramática de estrutura frasal foi originalmente introduzido por Noam Chomsky como o termo para gramáticas definidas por regras de estrutura frasal, i.e. Regras de reescrita do tipo estudado previamente por Emil Post e Axel Thue (veja Sistemas Canônicos de Post). Alguns autores, porém, reservam o termo para gramáticas mais restritas na hierarquia de Chomsky: gramáticas sensíveis ao contexto, ou gramáticas livres de contexto. Em um sentido mais amplo, gramáticas de estrutura frasal são conhecidas também como gramáticas constituintes. A característica que define uma gramática de estrutura frasal é deste modo sua aderência 
à relação de constituição, em oposição à relação de dependência entre gramáticas de dependência.

## Relação de constituição
Em linguística, gramáticas de estrutura frasal são aquelas baseadas na relação de constituição, em oposição à relação de dependência associada com gramáticas de dependência; por isso gramáticas de estrutura frasal são também conhecidas como gramáticas constituintes.  Muitas teorias relacionadas ao parsing de linguagens naturais se utilizam de gramáticas de estrutura frasal, e a maioria delas foi desenvolvida a partir do trabalho de Chomsky, incluíndo
- Teoria de governo e vinculação,
- Gramática de estrutura frasal generalizada,
- Gramática de estrutura frasal impulsionada pela cabeça,
- Gramática Léxica funcional,
- O programa minimalista, e
- Nanossintaxe.

Outras estruturas gramaticas e formalismos também se qualificam como baseados na relação de constituição, embora não se classifiquem como sendo gerados pelo trabalho de Chomsky, e.g.
- Gramática categorial.

A principal característica que essas estruturas compartilham é a de visualização da estrutura de uma sentença em termos da relação de constituição. Essa relação deriva da divisão sujeito-predicado das gramáticas latina e grega que é baseada na lógica dos termos e remete a Aristóteles na antiguidade. Estrutura de cláusula básica é entendida em termos de uma divisão binária da cláusula em sujeito (frase nominal NP) e predicado (frase verbal VP).
A divisão binária da cláusula resulta em uma correspondência um-para-um-ou-mais. Para cada elemento na frase, há um ou mais nós na estrutura da árvore. Uma frase de duas palavras, tal como Luke riu necessariamente implica três (ou mais) nós na estrutura sintática: um para o substantivo Luke (sujeito NP), um para o verbo riu (predicado VP), e um para a frase completa Luke riu (sentença S).

## Relação de dependência
Na época de Gottlob Frege, um entendimento diferente surgiu para a lógica de sentenças. Frege rejeitou a divisão binária das sentenças e substituiu com um entendimento de sentenças lógicas em termos de predicados e seus argumentos. Na concepção desta alternativa, a divisão binária da cláusula em sujeito e predicado não seria mais possível. Por isso foi aberta a porta para a relação de dependência (embora a relação de dependência tenha existido de modo menos óbvio em gramáticas tradicionais bem antes de Frege). A relação de dependência foi reconhecida concretamente pela primeira vez e desenvolvida como base para uma teoria abrangente de sintaxe e gramática por Lucien Tesnière em sua obra publicada postumamente Éléments de syntaxe structurale (Elementos de sintaxe estrutural).
A relação de dependência é uma correspondência um-para-um: para cada elemento (palavra) em uma sentença, existe apenas um nó na estrutura sintática. A diferença é, portanto, grafo-teórica. A relação de dependência restringe o número de nós na estrutura sintática para o número exato de unidades sintáticas (palavras) que a sentença contém. Assim, a sentença de duas palavras Luke riu implica apenas dois nós sintáticos, um para Luke outro para riu. Algumas gramáticas de dependência proeminente são listadas aqui:
- Sintaxe Algébrica
- Descrição funcional generativa
- Lexicase
- Teoria do significado textual
- Gramática do operador
- Gramática de palavras

Uma vez que estas gramáticas são todas baseadas na relação de dependência, não são por definição gramáticas de estrutura frasal.

## Gramáticas não descritivas
Outras gramáticas geralmente evitam tentativas de agrupar unidades sintáticas de uma forma que permitiria a classificação em termos da distinção constituição vs. dependência. A este respeito, as seguintes estruturas gramaticais não seguem solidamente por nenhum dos lados:
- Construtiva
- Cognitiva